# Plesiops gracilis
Plesiops gracilis är en fiskart som beskrevs av Mooi och Randall, 1991. Plesiops gracilis ingår i släktet Plesiops och familjen Plesiopidae. Inga underarter finns listade i Catalogue of Life.